# ولیکه چشنییتسه
ولیکه چشنییتسه (اسلوونیایی: Velike Češnjice) یک زیستگاه انسانی در اسلوونی است که در Ivančna Gorica Municipality واقع شده‌است.

## خصوصیات
ولیکه چشنییتسه ۱٫۵۴ کیلومترمربع مساحت و ۱۸۵ نفر جمعیت دارد و ۳۶۴ متر بالاتر از سطح دریا واقع شده‌است.